# VKontakte
VKontakte（直译：「在對話裡」；縮寫VK）是俄罗斯線上社群網路服務網站，擁有86種語言，用戶主要來自斯拉夫语系國家，其中在俄罗斯、烏克蘭、白俄罗斯、哈萨克斯坦、美國等國較為活躍。
與Facebook類似，VKontakte允許用戶公開或私下留言、創建社團、公共頁面和活動，也可以分享和標記图像、音乐和影片、基於瀏覽器的遊戲等功能。
據2017年1月時的統計，VKontakte有註冊使用者約4億多和1億多月活躍用户。根據similarweb的社交網站排名，VKontakte在俄罗斯排名第4和在世界社交網站排名第16。2022年5月，VKontakte月平均約有1億人次之用戶 。
2022年9月，因俄羅斯入侵烏克蘭，VKontakte被蘋果公司全球下架。10月恢复上架。

## 名稱

### 名稱由來

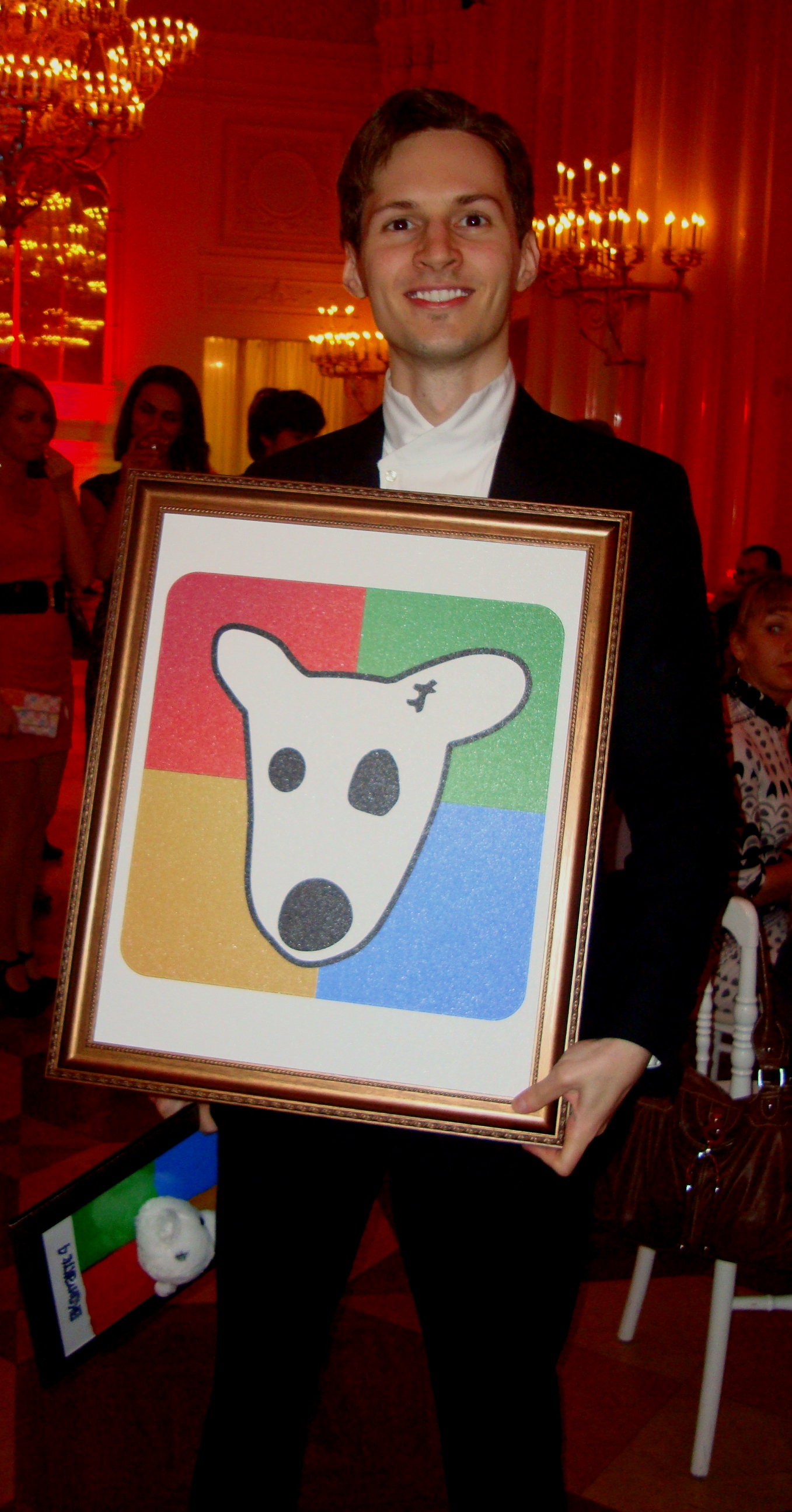
保羅·杜洛夫

選擇「VKontakte」之名稱由來是受兩個因素下所產生：
1. 其創始人保羅·杜洛夫重新詮釋短語:，翻譯就是“完整的接觸訊息”，取自於電台“莫斯科迴聲”的順口溜。
2. 利用名稱來搜索那些不論何人、社團以及階層相關聯的改變性網站；最理想的方式，就是簡單的“接觸”。

於2012年，該社交網路創辦人之一的列弗·里維夫告訴《消息报》記者，建立該社交網站的階段原本選擇命名為「Studlist.ru」。但是後來這項的選擇被取消，因為它僅限特定於學生團體之中。

### 中文稱呼
VKontakte尚未有正式的中文譯名，大多以原文簡稱為VK。

## 歷史
2006年9月，創始人保羅·杜洛夫剛從圣彼得堡国立大学畢業，推出了VKontakte並進行beta測試。隨後的一個月，域名VKontakte.ru正式登記；用戶註冊最初完全受邀僅限於大學團體裡，但該網站用戶數仍增長迅速。
2007年2月該網站達到了超過10萬的基本用戶，並確定於俄罗斯之新興社交網絡市場為第二大。同月該網站遭受到嚴重的DDoS攻擊，並做出修護與改善。
2007年7月用戶群達到100萬，於2008年4月用戶群已高達1000萬。
2008年12月VKontakte超越對手Odnoklassniki，成為俄罗斯受歡迎的社交網路服務。
2016年8月18日，VKontakte介面更新，並提高穩定性、速度和可用性；以及訊息、導航欄等更新。

## 所有权
VK公司是一所成立於2007年1月19日、位於俄罗斯的有限責任公司。創辦人兼執行長保羅·杜洛夫擁有20％的股份，同時維亞切斯拉夫、米哈伊爾和列弗里維夫三位俄罗斯投資者分別持有60％、10％和10％的股份。目前該公司完全由境外公司Doraview Limited所擁有，總部設在英屬維爾京群島。該整體運用的所有權不屬於公共性領域，雖然Mail.ru集團（原：数码天空科技）曾公開承認39.99％的股份。隨後發表整體所有權之安排。
該公司由保羅·杜洛夫、VKontakte的創辦人兼執行長管理。2012年5月29日Mail.ru集團宣布，決定向他提供其股份的投票權，這使他擁有52％的投票權。
VKontakte取消了IPO的計劃，理由是為了避免類似網站Facebook之後IPO犯的錯誤。
截至2011年，VKontakte創始人保羅·杜洛夫擁有12％的股份，他的夥伴列弗里維夫擁有8％，維亞切斯拉夫和他的幕僚成員擁有40%。 Mail.ru集團在擁有VKontakte39.99％股份的同時，保羅·杜洛夫及其他股东也在上月以1.117億美元收購了其7.44％的股份。
2014年9月16日，Mail.ru集团以15亿美元的价格从United Capital Partners（UCP）购买了VK剩余的48%股份，从而成为该社交网络的唯一经营者。
2021年12月，俄罗斯国有银行天然氣工業銀行和保险公司Sogaz买断了57.3%的VK股份，从而成为该公司控股股东。

## 網站

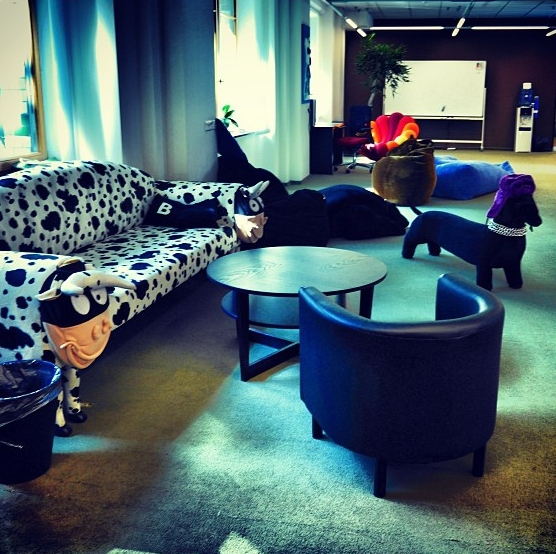
總部內部環境

### 主要功能
與大多數的社交網絡相同，該網站的核心功能是基於個人訊息和共享照片，狀態更新以及與朋友的聯繫。 VKontakte也有用於管理網路社團和名人的網頁工具。該網站允許其用戶上傳、搜索與新聞媒體內容，例如影片和音乐。VKontakte具有高效的搜索引擎，能有效搜尋到較為複雜且深遠的好友，以及即時性新聞搜尋等。
- 公告板：與Facebook塗鴉牆相似，就是用戶檔案頁上的留言板，與留言板不同的是，公告板的內容會被同步到各個朋友的首頁，因此可以在自己的塗鴉牆上發表一些最新狀態，也可以設定為不同步給所有好友。很多用戶可以在公告板上留簡訊息。
- 訊息：可以在2至30人的團體之間進行，並透過私密訊息發送給目標用戶的訊息匣，猶如电子邮件，只有收信人和發信人可以看到。每條消息最多可包含有照片、影片、音樂、文件、地圖和資料等10種附件[註 1]。
- 音视频通话
- 新聞：VKontakte用戶可以張貼在個人資料的公告板，每公告版最多可包含10個附件檔案；該網站設有新闻、推薦引擎、全球即時性搜尋以及個人於公告板意見。
- 社團：VKontakte具有兩種類型的社團。一個是適用於較分散的社團（例如：討論板、維基條目等）。另一個是新闻提要導向的廣播工具、名人和企業之公共頁面。這兩種類型在程度上是可以互相交換的。
- 讚：是用來表示網友對發文者的表態，發文者可以是個人、社團、公司等介面。利用讚按鈕網友們對該頁面進行讚賞及表態。透過讚，VKontakte會讓你的VKontakte朋友知道你曾經按過那些讚。
- 廣播：為放聲公圖形，可將自己的公告及發文，透過廣播，來告知所有VKontakte朋友知道該使用者的公告訊息。
- 隱私：用戶可以在該網路和在互联网上調整其內容之公開或隱私性。
- 音樂：可以把自己音樂上傳至該VKontakte之“我的音樂”。同時，所有VKontakte用戶都能同時享有此音樂資訊。
- 影片：可以把自己影片上傳至該VKontakte之“我的影片”，或者將Youtube影片於VKontakte上。同時，所有VKontakte用戶都能同時享有此影片資訊。
- 小视频：适配手机的竖屏短视频，类似抖音、TikTok。
- 游戏
- 表情
- 市场
- VK ID：VK服务的单一帐户。
- VK Pay：VK推出的支付服务，允许用户之间转账。VK声称该功能不收取手续费，在线购买时还会返还1%的奖励金。[註 2]
- VK Mini Apps：VK小程序，包括VK健康（VK Health）、VK Dating、VK计步（VKontakte Steps）等。
- Маруся：VK语音助手。

### 語言
於2022年5月為止，該網站設有3個主要語言（英语、俄语、乌克兰语、哈薩克語）以及為其他國家用戶翻譯轉換而成86多種語言。而廣告通常只有在俄语和乌克兰语的版本出現。在該網站上简体中文標示為漢語，繁体中文標示為臺灣話。

## 行動裝置
VKontakte有提供行動版，該網址為m.vk.com。另外提供部分俄罗斯電信商可用之“免費”（免付流量）行動電信版本，網址為0.vk.com。 
也有應用在VKontakte於不同的移动设备操作系统的平台（iOS、Android與Windows Phone）。

## 普及性

### 国家或地区

#### 台湾
VKontakte有提供繁體中文， 除了有官方的中央廣播電台向國際提供台灣新聞外，與Facebook、Twitter及Google+之社交網站相比，臺灣使用VKontakte人數雖然並不算龐大，但也有台灣人使用該社交網站，並做宣傳臺灣觀光、歷史、地理、及文化相關用途。

#### 中国大陆
VKontakte是不被中华人民共和国政府封鎖的境外網站，並且該社交網站推出简体中文介面之後，也吸引來自中國大陸的龐大用户群；VKontakte也曾經於2008年12月推出有獎邀請註冊活動，目的是為了吸引中國大陸用户的加入及使用。虽然部分是與俄罗斯人交友，但是大多充当政治论坛、色情交友等敏感目的。

#### 俄罗斯
根據Alexa網站排名，VKontakte是在苏联後的獨立國家中，使用人數為最大的社交網站。俄罗斯為擁有最多在使用VKontakte的用戶的國家，其次為乌克兰、白俄罗斯及哈萨克等前苏联加盟國  。

#### 美国
阿德里安·陳（Adrien Chen），撰寫了一篇關於VKontakte為最受美国男性歡迎的社交網站之文章，其最大的原因是為了試圖與俄罗斯女性交友。

### 知名人物
- 樂團和音樂人士

通常使用VKontakte作推廣之樂團及音乐人士，經常會將自己上傳頻道於他們VKontakte官方頁面上。著名的例子包括俄罗斯RAP歌手MC NOIZE ，以及國際最知名的提雅斯多、夏奇拉、Paul Van Dyk 、The Prodigy以及Dan Balan等音樂人士。

## 知名事件

### 雇用史諾登
曝光美国政府監控計畫的爱德华·斯诺登，由俄罗斯知名的社群網站VKontakte創辦人保羅·杜洛夫公開表示願意雇用他為該社群網站的一員；2013年11月1日，史諾登正式於VKontakte總部上班，並擔任技術維護的工作。

### 侵犯版權
第13大商業上訴法院肯定了圣彼得堡商業法院對俄罗斯主要P2P案件的裁決，就是VKontakte必須對版權侵權負責。法院判以210,000盧布（約6,700美元）賠償。俄罗斯著名的Gala Records唱片分公司對VKontakte嵌入式應用程式實施未經允許傳播歌曲提起訴訟。 然而，VKontakte的辯護理由是用戶責任、未曾獲利以及採取保護措施並反對版權作品未經授權之使用；但法院表示這些理由不足以免除網絡服務提供商之責任。 俄罗斯政府也希望通過修訂版的《民事法案》，該法案的一大新穎性就是包含了旨在規範網絡作品使用的條款。俄罗斯圣彼得堡和列宁格勒州之最高仲裁法庭宣布了一項針對VKontakte侵權責任。投訴指稱VKontakte於應用程式允許用戶上傳音樂和影片檔案，並未經俄罗斯歌手MakSim授權下，侵犯了11首歌曲。最後法院下令罰款金額為550,000盧布（約17,800美元）。

### 列入黑名單
2013年5月24日，根據BBC報導在媒體網上，該網站被誤放在俄罗斯政府取締的網站名單，但此錯誤事件隨後已被修正。
有批評人士指責這一系列的可疑事件，該社群網站早就在最近幾個月已經發生過，由於俄罗斯政府要求提高對該社群網站之使用管制和壓制反對政府之派系，才會對該社群網站所列入黑名單中。

### 創辦人辭去CEO
2014年4月1日愚人節當天，被喻為俄版马克·扎克伯格之VKontakte創辦人保羅·杜洛夫，於社群網上貼文將辭去“VKontakte”首席执行官一職，2天後證實這是惡作劇。但是4月21日，VKontakte董事會提起臨時動議，審查杜羅夫辭去執行長的申請案，然後他就自動被解職了。目前尚未有人接下當任首席执行官一職。

VKontakte創辦人保羅·杜洛夫於2014年4月1日貼文之翻譯內容
至於在VKontakte股東的變化於2013年4月的後續事件的結果是，首席执行官在管理公司的行動自由顯著降低。越來越難以捍衛這些原則，這是一個奠定了在我們的社會網路的基礎。
以下我的兄弟們，任何人在去年中離開技術總監一職，我釋出自己從事VKontakte之代理總幹事。
感謝任何人一直支持我，激勵我這七年裡的所有用戶們。我將繼續參與VKontakte之權利，但在新的條件下正式立場下創辦人的生活並非引起我的興趣。
與您接觸，
保羅·杜洛夫

### 蓝鲸死亡游戏阴谋论
有阴谋论称，蓝鲸游戏最早于2013年在俄罗斯开始逐渐流行起来，并通过VKontakte社交网络上名为“F57” 的小组进行传播。游戏通过洗脑方式，鼓励参与者在50天内完成各种自残任务，并在第50天要求参与者自杀。但后来被证实是假消息。

## 類似網站
- Facebook
- Google+
- Twitter
- Plurk
- 微博
- 人人网
- 开心网

## 外部連結
- Vk.com（默認語言為瀏覽器語言）
- VKontakte.ru（俄文）（舊版網址）